# 查文德萬塔爾
查文德萬塔爾（西班牙語：Chavín de Huántar）是查文文化一個重要的考古遺跡，位於祕魯北部的安卡什大区，距離利瑪約250公里，海拔3,150公尺，1985年列入联合国教科文组织世界遺產的名單中，登录名称为夏文考古遗址。
「查文」是當地原住民的語言，意思就是「肚臍」。

## 登录基准
该世界遗产被认为满足世界遺產登錄基準中的以下基準而予以登錄：
- （iii）呈现有关现存或者已经消失的文化传统、文明的独特或稀有之证据。

## 參看
- 賽羅謝欽遺跡

## 外部連結
- 查文德万塔尔探险 （页面存档备份，存于）
- 查文德万塔尔数码媒体档案
- MNSU 查文德万塔尔